# Cordão de Ouro
Cordão de Ouro é um filme brasileiro de 1977 de aventura, dirigido por Antonio Carlos da Fontoura. O filme Cordão de Ouro representa um marco na história da capoeira no cinema, como o primeiro filme com um herói representado por um capoeirista. Realizado em plena ditadura militar, o longa surpreende ao contar a história de um escravo que se rebela contra o sistema.

## Elenco
Mestre Nestor Capoeira

Zezé Mota

Jofre Soares

Mestre Camisa

Antônio Carnera

Maria da Graça

Glória Pinto

Kim Negro

José Ribeiro

Fábio Camargo

Carlos Wilson

Conjunto Os Ogans

Mestre Leopoldina